# Simetria

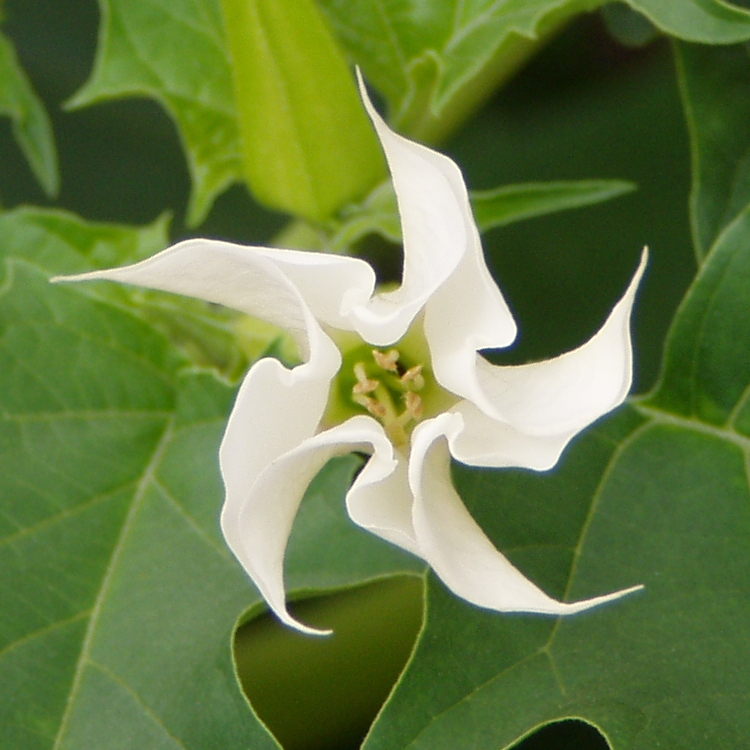
Simetria radial (binária) na flor de Datura stramonium (Estramónio)

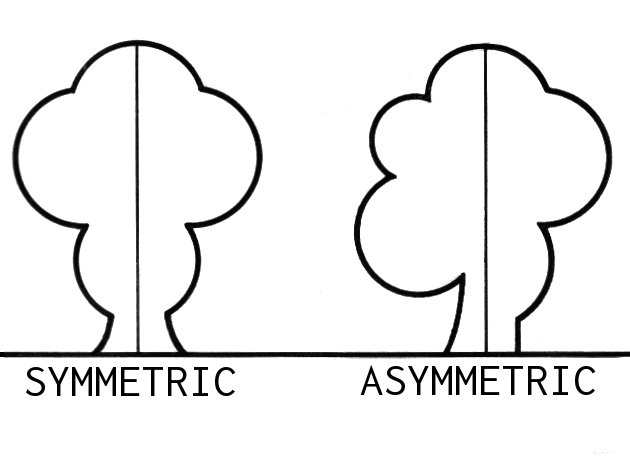
A assimetria

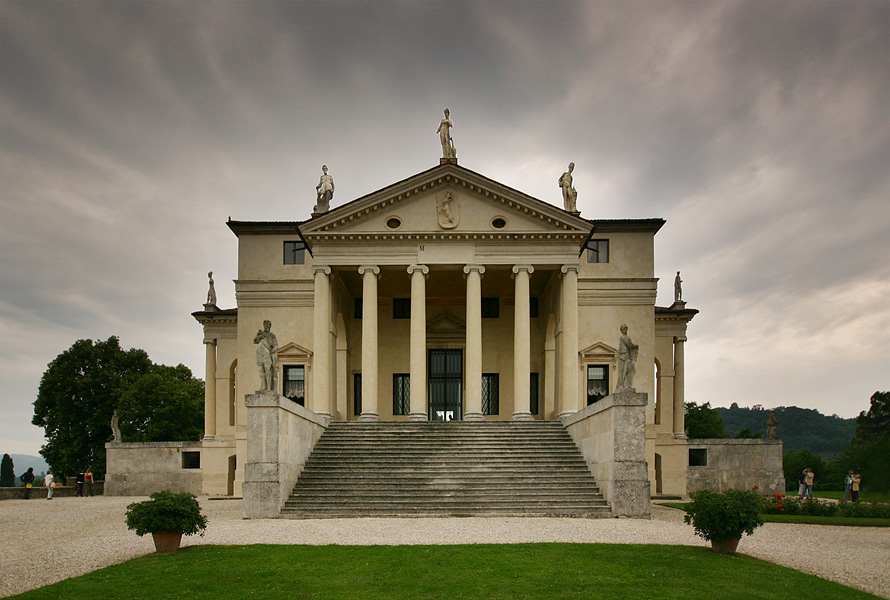
Villa Rotonda de Andrea Palladio, em Vicenza - Itália

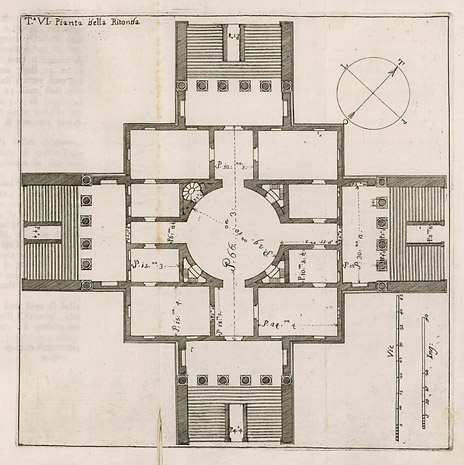
Planta Baixa da Villa Rotonda

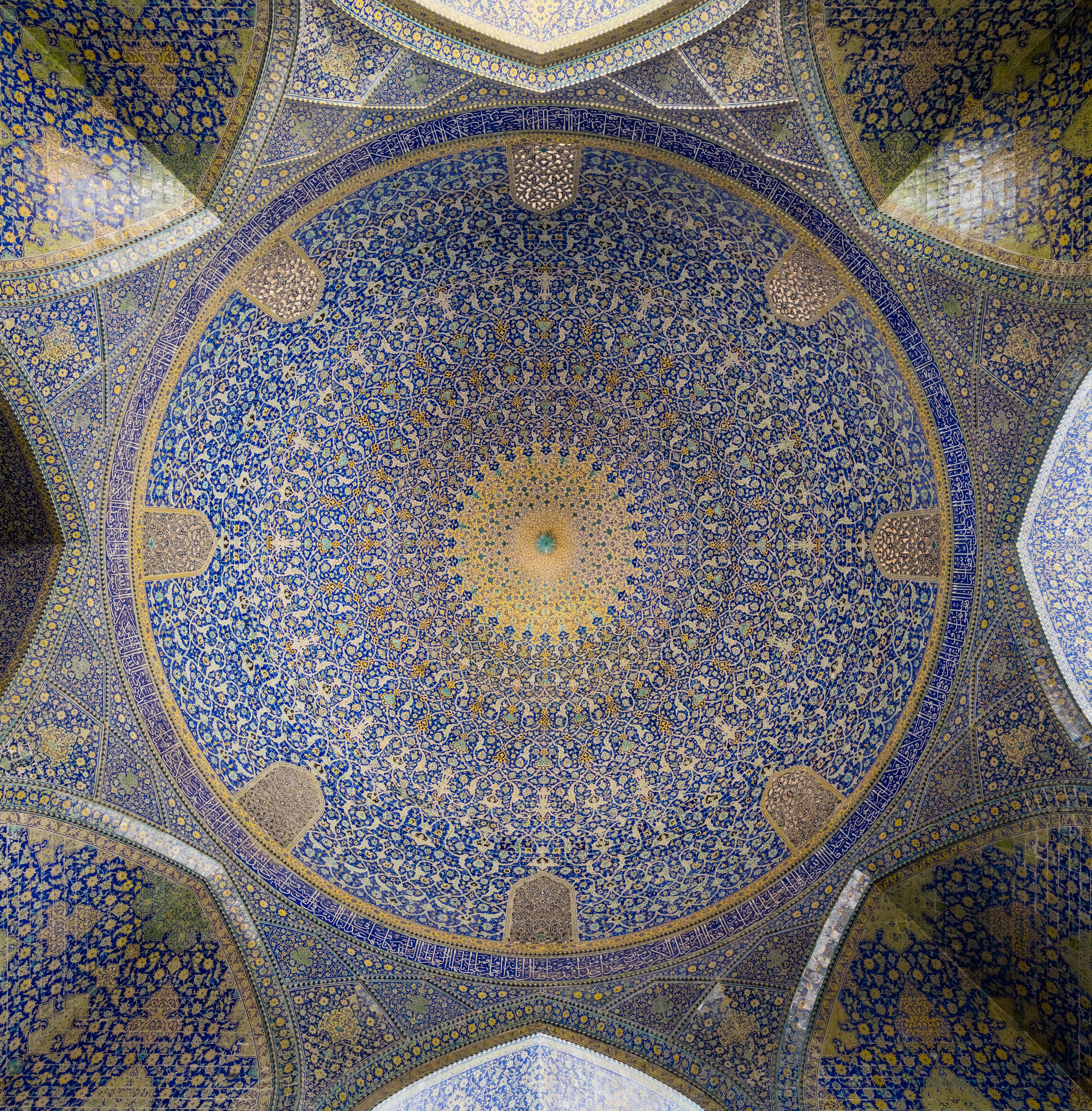
Vista interior da cúpula da Mesquita do Imã Khomeini, Isfahan, Irã.

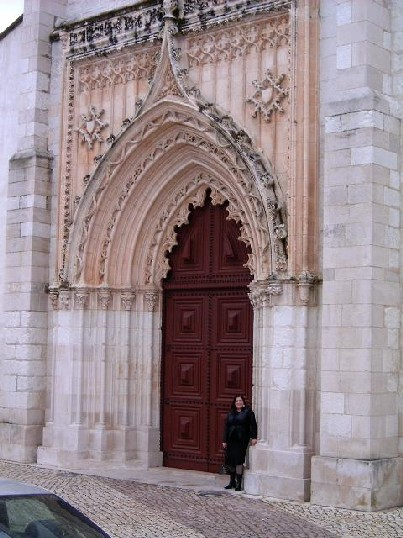
Igreja da Graça, em Santarém - Portugal.

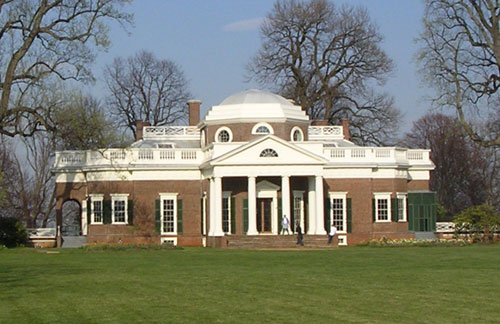
Monticello.

Simetria (do grego συμμετρία, de σύν "com" e μέτρον "medida") é uma relação de paridade em respeito a altura, largura e comprimento das partes necessárias para compor um todo. Um exemplo de elemento simétrico são as figuras geométricas.
Segundo Vitrúvio, a simetria consiste na união e conformidade das partes de um trabalho, em relação à sua totalidade, e na beleza de cada uma das partes que compõem o trabalho. A simetria deriva do conceito grego de analogia, que é a relação entre todas as partes de uma estrutura com a estrutura inteira. A simetria é necessária para a beleza de uma construção, ou para a beleza da figura humana.
Simetria uniforme, em arquitetura, ocorre quando o mesmo motivo reina em toda a obra. Simetria reflexiva ocorre quando apenas os lados opostos são iguais.
A assimetria é a ausência da simetria ou o seu inverso. Na natureza, o caranguejo violinista é um bom exemplo onde a pinça esquerda é maior do que o animal e a direita não é maior do que uma pata.

## Conceito
Ao decorrer da história da humanidade, são atribuídos diferentes significados para a palavra "simetria" em diferentes períodos.
A definição de Vitrúvio para simetria como uma correspondência de medida entre uma certa parte dos membros de cada obra e a obra toda. Cabe ressaltar que no período renascentista, Claude Perrault realizou a tradução do tratado de Vitrúvio para o idioma francês. Ao realizá-la ele traduz a palavra "simetria" como "proporção".
Na obra Élements de Géometrie, Adrien-Marie Legendre apresenta um conceito moderno de simetria, considerado inovador, que está mais relacionado com uma relação entre sólidos, independente das posições que ocupam no espaço. Isso, tornou possível que resultados anteriores em geometria espacial pudessem ser demonstrados trazendo independência em relação à sobreposição de sólidos.
Além disso, o autor e arquiteto norte-americano, Francis Ching, apresenta em um de seus livro a definição de simetria como o equilíbrio na distribuição de um arranjo, formas e elementos em lados opostos de uma linha, plano ou sobre um centro, eixo. Sendo assim, a simetria só é possível a partir da ocorrência de um eixo ou centro ao qual está estruturada e essa configuração simétrica exige um arranjo com padrões equivalentes de formas e espaços em lados opostos. O eixo de simetria é uma linha, real ou imaginária, que atravessa o centro da figura.

## Tipos de simetria
Os dois tipos de simetria mais usados na arquitetura são:

### Simetria bilateral
Arranjo equilibrado dos elementos semelhantes ou equivalentes em lados opostos de um eixo, de modo que somente um plano possa dividir o todo em metades idênticas.

### Simetria radial
Arranjo equilibrado dos elementos semelhantes, irradiados de modo que a composição possa ser dividida em metades semelhantes ao traçar um plano em qualquer ângulo em relação a um ponto central ou ao longo de um eixo central.

## Simetria na arquitetura
Na arquitetura, a simetria pode ser utilizada para organizar seus espaços e formas, podendo ser encontrada em diversos formatos e escalas, desde a escala urbana de uma cidade por meio de seu planejamento, ou pela concepção de uma edificação na qual a se dá por completo de modo simétrico, como na Villa Rotonda. Também pode ser encontrada em elementos específicos de uma construção, como os ladrilhos ou decoração do espaço, como por exemplo, o interior da cúpula da Mesquita do Imã Khomeini no Irã.
A simetria na arquitetura também passa uma sensação de segurança e estabilidade, além de criar um senso de proporção. Sempre foi um tema importante na arquitetura, desde a Grécia Antiga a simetria é utilizada para passar uma ideia de ordem e harmonia nas construções.
Ching defende que é possível planejar uma composição de forma simétrica, desde que seja analisado e solucionado a assimetria ao redor, como a do terreno e do contexto analisado. É possível ter simetria apenas em uma parte significativa ou importante do edifício. Todavia, a simetria pode ser usada além da parte interna ou de somente um edifício, podendo ocorrer também com o entorno de uma construção ou entre essas próprias construções.
Na obra História Global da Arquitetura os autores falam sobre como os edifícios clássicos exibem simetria tanto na elevação quanto no plano. A metade direita de uma elevação é simplesmente uma imagem espelhada da esquerda e mesmo que isso nem sempre seja possível alcançar, as variadas características simétricas provavelmente existirão. E essa simetria se estende tanto à composição geral de uma elevação, quanto aos seus componentes.
A simetria na construção clássica utilizada nos planos, depende de seu efeito sobre a axialidade. Um dos principais desafios dos edifícios renascentistas é a maneira como os eixos são explorados, a simetria e axialidade são mantidos em planos complexos com salas de diferentes formas e tamanhos. A importância e insistência do uso da simetria faz com que as entradas sejam colocadas ao centro do edifício e pavilhões, e a possibilidade de uma elevação com um número ímpar de baias, portanto, um número uniforme de colunas.

### Simetria na Arquitetura Renascentista
Situada no período entre o início do século XIV e início do século XVII, a arquitetura no renascimento italiano se sintetizou por meio da valorização de conceitos matemáticos e geométricos com o propósito de demonstrar racionalidade artística. Com isso, a simetria se torna um dos conceitos mais importantes sendo considerada um aspecto central, pois os arquitetos dessa época realizavam um grande esforço para trazer a simetria e proporção para suas obras, como por exemplo, a Vila Rotonda de Andrea Palladio.
A simetria está presente em obras de arquitetos renascentistas como Andrea Palladio, Leon Battista Alberti, Filippo Brunelleschi e Donato Bramante.

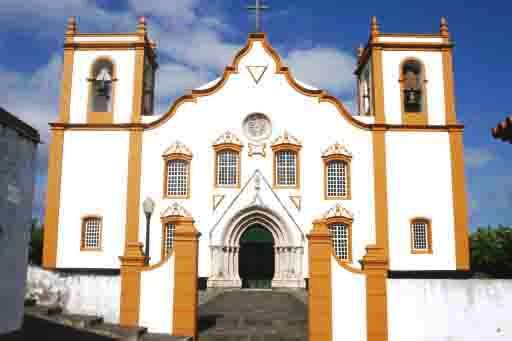
Igreja da Santa Cruz, Praia da Vitória

### Exemplos de Simetria na Arquitetura
A Igreja da Santa Cruz na Praia da Vitória, em Portugal, é um exemplo de arquitetura simétrica. É possível perceber o equilíbrio através da simetria. 
O Templo de Parthenon, uma das obras mais famosas da arquitetura grega, deixa claro como a perfeita simetria era uma preocupação nas construções erguidas naquele período.

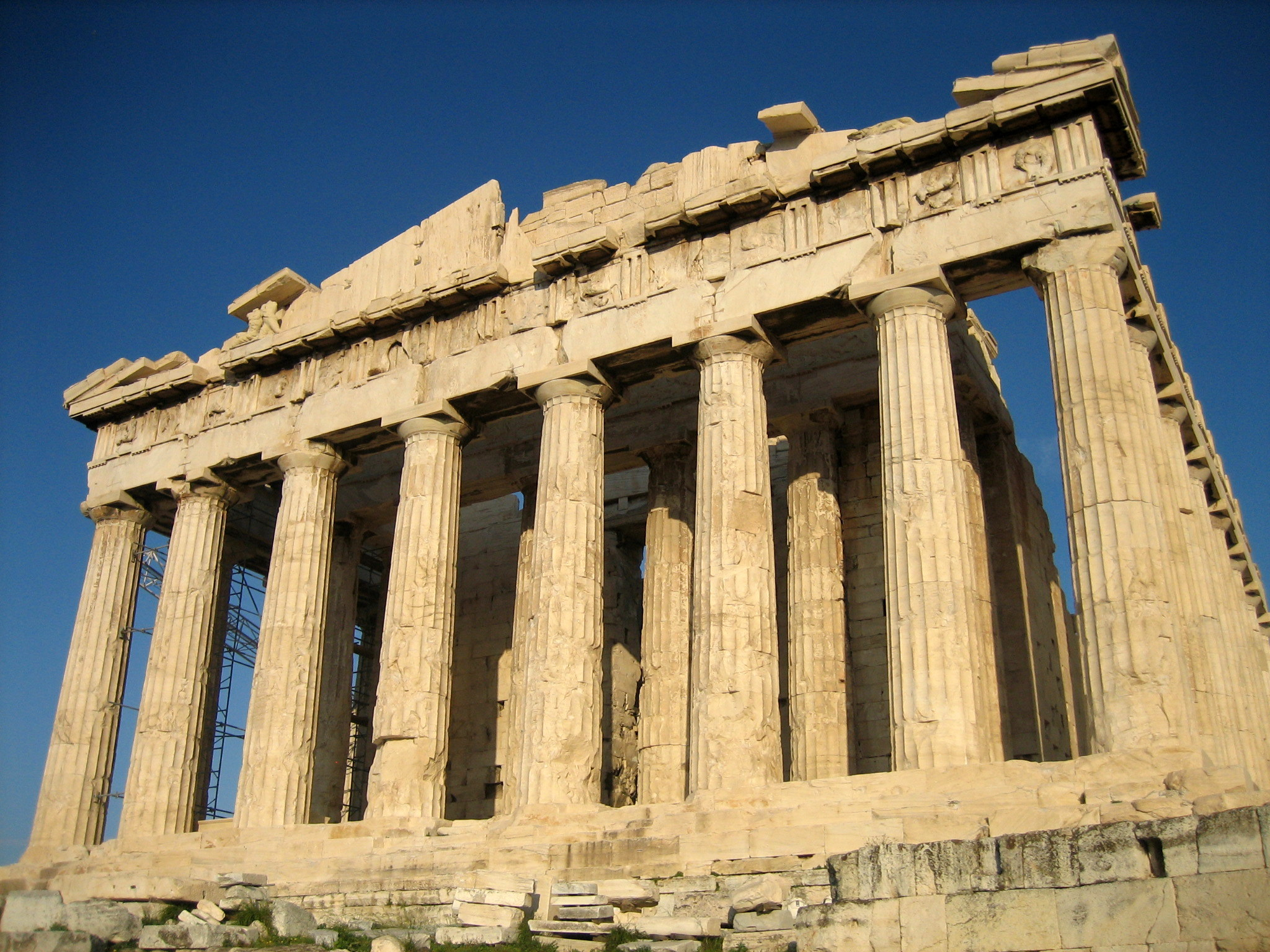
Templo de Parthenon

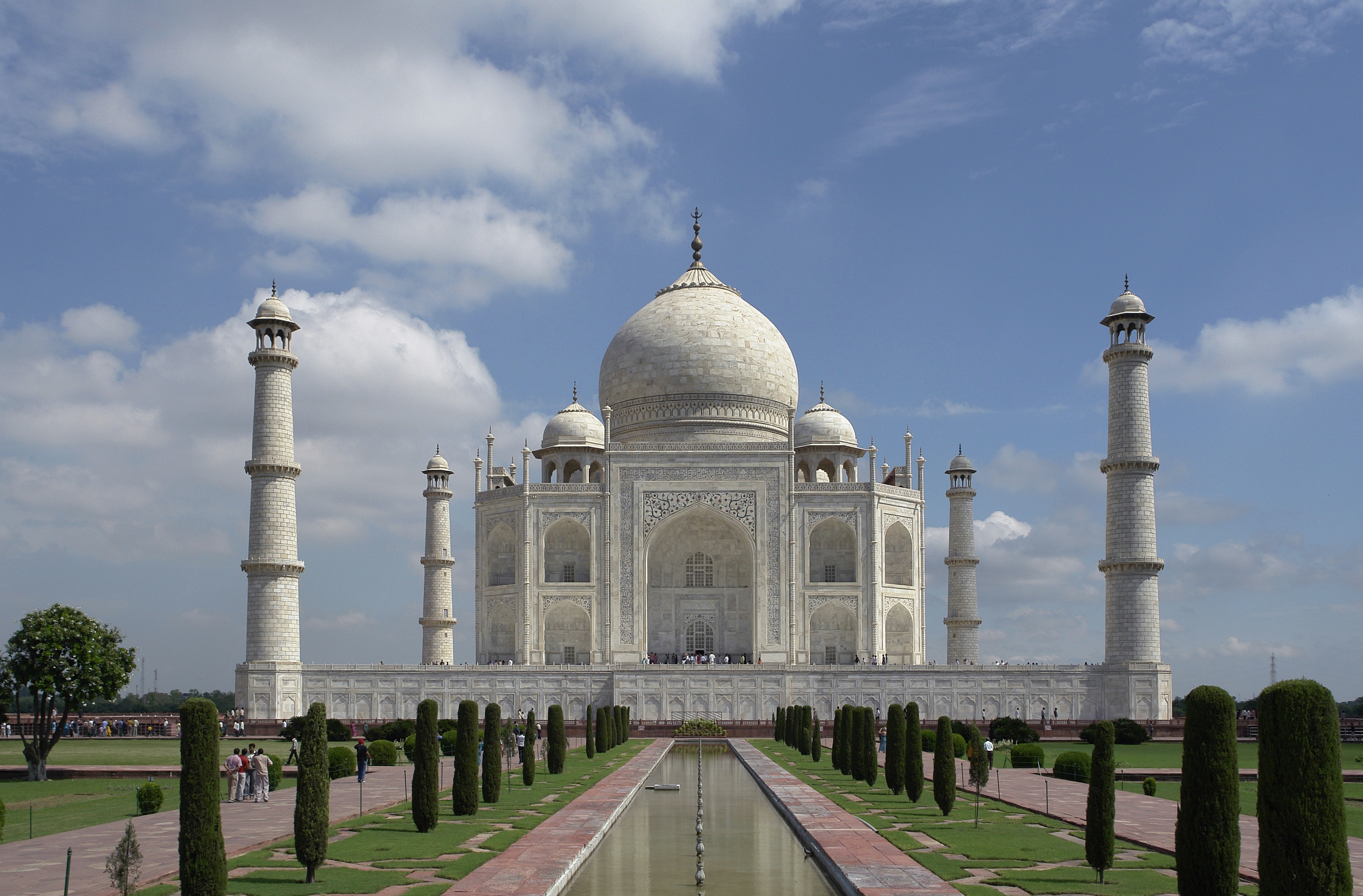
Taj Mahal, Índia

O Taj Mahal é um dos exemplos mais famosos de obra arquitetônica simétrica.

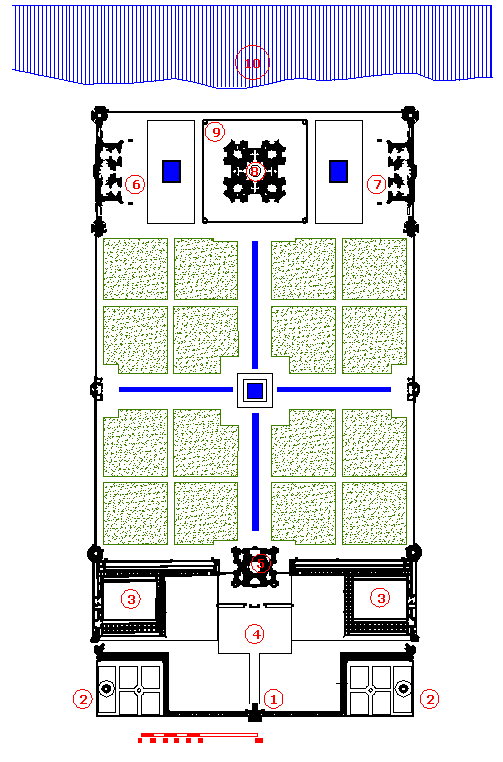
Planta baixa, Taj Mahal